# Lucjusz Werus
Lucjusz Werus, Lucius Ceionius Commodus Verus (ur. 15 grudnia 130, zm. luty 169) – syn Cejoniusza Kommodusa i Awidii.
Był bratem adopcyjnym Marka Aureliusza, w latach 161–169 jako cesarz rzymski pod imionami  Imperator Caesar Lucius Aurelius Verus Augustus współrządził imperium razem z Aureliuszem. Jego żoną była Lucilla, córka Marka Aureliusza i Faustyny Młodszej.